# 탄포포 (개그 콤비)
탄포포(일본어: たんぽぽ)는 호리프로 컴 소속의 여성 개그 콤비이다.

## 멤버
- 카와무라 에미코 (川村エミコ, 1979년 12월 17일 ~ ) 보케 담당.

카나가와 현 출신.
도쿄 케이자이 대학 경영학부 출신.
- 시라토리 쿠미코 (白鳥久美子, 1981년 12월 11일 ~ ) 츳코미 담당.

후쿠시마현 출신.
니혼 대학 예술학부 출신.

## 내력
2008년 10월에 결성, 콤비 데뷔.